# 古利奈人西門
古利奈人西門（希伯來語：‎，Simōn Kyrēnaios）是根據《聖經》記載在耶穌前往受刑途中，被羅馬士兵強迫替耶穌背十字架的人。

## 背景
古利奈位于非洲北部的利比亚东部，是泛希腊文明圈的一个城市，位于昔兰尼加省，在托勒密-索特尔（公元前323-285年）统治期间，有10万犹太裔犹太人被迫在此定居，是基督教的早期中心。
据称在犹太人起义时，古利奈是许多逃离罗马军团的“西卡里人”（Sicari）（意为匕首人（dagger men））的目的地。后来在哈德良和特拉让统治时期，这在该地区又发生了犹太人的叛乱。
叙利亚的犹太人在耶路撒冷有一个犹太教堂，许多人都去那里过年节。

## 描述
西门为耶稣背十字架的行为被编入“苦路”的第五或第七站。
这段经文本身并没有說明为何是西门被选来帮助耶稣。

## 圣经相关章节
“他們出來的時候，遇見一個古利奈人，名叫西門，就勉強他同去，好背著耶穌的十字架。”《馬太福音27:32》
“有一個古利奈人西門，就是亞歷山大和魯孚的父親，從鄉下來，經過那地方，他們就勉強他同去，好背著耶穌的十字架。”《馬可福音15:21》
“帶耶穌去的時候，有一個古利奈人西門，從鄉下來；他們就抓住他，把十字架擱在他身上，叫他背著跟隨耶穌。”《路加福音23:26》

## 传统和推测

### 基于传统的推测
因為古利奈位于北非利比亞，有人認為古利奈人西門是第一個黑人基督徒。基督教傳統上認為他的兩的兒子──亞歷山大和魯孚，後來都成為傳教士。《馬可福音》中有提到他們的名字，顯示他們在早期教會中有一定地位。
马可福音15:21指出西门是“亚历山大和鲁弗斯的父亲”。他们的名字被录入经文可能表明他们在罗马的早期基督教团体中具有一定的地位。
也有人认为保罗在罗马书16:13中提到的鲁弗斯（希腊文：Ῥοῦφον或Rhouphon）是西门的儿子。
也有人将西门本人与使徒行传11:20中向希腊人传福音的“古利奈来者”联系起来。但是，仅凭西蒙的名字并不能确定他是犹太人，亚历山大和鲁弗斯都是普通名字，并不能确定二人是否是重要人物
。

### 基督教异端的说法
根据一些诺斯底派的传统，西门因为同负十字架而代替耶稣死在十字架上（即《Second Treatise of the Great Seth》中的故事）。这一说法构成了诺斯底派信仰的一部分，认为耶稣不是肉身，而只是有了肉身的外表（参见巴西利德、爱任纽斯和斯旺假说）。
爱任纽转述了巴西利德在福音传道中的说法：他说，耶稣里的基督作为一个完全神性的存在，不能承受肉体上的痛苦，也没有死在十字架上；被钉在十字架上的人，实际上是西门。

### 回教的说法
回教教义断然否认尔撒（耶稣）在十字架上死去。回教徒指出：犹太人试图杀死尔撒，但他们并未达成目的。他们捉到的其实是个替身。尔撒则以肉身活着升了天。穆斯林认为替身是古利奈人西门或是叛徒犹大（回教否认耶稣死后复活），但这些在《古兰经》和《圣训》中都没有任何根据。
《古兰经》记载：“又因为他们说：‘我们确已杀死麦尔彦之子麦西哈尔撒，真主的使者。’他们没有杀死他，也没有把他钉死在十字架上，但他们不明白这件事的真相。为尔撒而争论的人，对于他的被杀害，确是在迷惑之中。他们对于这件事，毫无认识，不过根据猜想罢了。他们没能确实地杀死他。不然，真主已把他擢升到自己那里。真主是万能的，是至睿的。”（4：157、158）

#### 疑点
《古兰经》仅否定尔撒被钉死在十字架上，而没有否定尔撒被钉在十字架上，因此“替身说”不一定成立。有可能尔撒真的被钉在十字架，只是没被钉死。而且，尽管这节经文指出尔撒升天了，但这不意味着尔撒是未死升天的。